# Рамноза
Рамноза (Rha, Rham) є природним дезоксицукром. Його можна класифікувати як метилпентозу або 6- дезоксигексозу. Рамноза переважно зустрічається в природі у своїй -формі як L -рамноза (6-дезокси- L — маноза). Це незвично, оскільки більшість природних цукрів знаходяться в -формі. Винятком є метилпентози L — фукоза і L -рамноза і пентоза L — арабіноза. Однак, приклади природного D -рамнозу включають деякі види бактерій, такі як Pseudomonas aeruginosa та Helicobacter pylori.
Рамнозу можна виділити з крушини (Rhamnus), скумпії отруйної та рослин роду Uncaria. Рамнозу також виробляють мікроводорості, що належать до класу Bacillariophyceae (діатомові).
Рамноза зазвичай пов'язана з іншими цукрами в природі. Це звичайний гліконовий компонент глікозидів багатьох рослин. Рамноза також є компонентом зовнішньої клітинної мембрани кислотостійких бактерій роду Mycobacterium, до складу яких входить мікроорганізм, що викликає туберкульоз. Природні антитіла проти L -рамнози присутні в сироватці крові людини, і більшість людей мають IgM, IgG або обидва типи імуноглобулінів, здатних зв'язувати цей глікан.

## Структура молекули
Рамноза може існувати у вигляді α- та β-рамнози

α- L -рамнопіраноза

β- L- рамнопіраноза